# Afschrikking
Afschrikking is een methode van preventie waarbij gepoogd wordt iemand van zijn voorgenomen daden af te houden door er de dreiging van voor hem ernstige (niet steeds zekere) gevolgen aan te verbinden.

## Straffen
Een gangbare verantwoording voor strenge straffen is dat het afschrikwekkende effect ervan preventief werkt en zo verdere strafbare feiten voorkomt. Wanneer een straf als vergelding is bedoeld wil men de maatschappij en in zekere zin ook het slachtoffer genoegdoening verschaffen door de dader leed te berokkenen en hierdoor leed toe te voegen aan het leed dat de dader heeft berokkend. Bij afschrikking gaat het puur om de preventie. De dader weet dat er hoge straffen op het delict staan en dat de pakkans hoog is; daarom laat hij het gedrag na.

## Strategie
Het dreigen met of de aanwending van gruwelijke tactieken en wapens heeft tot doel de tegenstander van aanval of verzet te doen afzien of sneller tot overgave te bewegen. De genadeloze reputatie van de Mongoolse horden, die verslagen tegenstanders massaal uitmoordden en hele steden of streken platbrandden, bracht bijvoorbeeld vele steden ertoe de poorten zonder slag of stoot te openen. Deze strategie kan echter ook averechts werken en het verzet sterken, of zelfs de vijand aanzetten tot wraakneming. Een voorbeeld waarin de afschrikkingsstrategie bijvoorbeeld mislukte was de luchtaanvallen van de Duitsers op Londen en andere Engelse steden. Niet alleen was dit een tactische blunder waardoor de RAF zijn pilotentekort kon aanvullen, maar sterkten deze aanvallen ook het Engelse verzet. Bovendien leidde dit uiteindelijk tot luchtaanvallen op Duitsland die de Duitse aanvallen in hevigheid en tonnage afgeworpen bommen ver overtroffen. De strategie kan hierdoor leiden tot een escalerende spiraal van geweld.
In de Koude Oorlog deed de doctrine van de mutual assured destruction (MAD, niet toevallig ook het Engels woord voor 'gek') opgeld, waarbij elke partij geacht werd met het enorme arsenaal aan kernwapens de andere zoveel schade te kunnen toebrengen dat er geen winnaar zou overblijven en de Aarde in een voor lang onbewoonbare planeet zou veranderen. Zelfs een directe aanval op de nucleaire capaciteiten zou deze niet geheel kunnen uitschakelen (bijvoorbeeld omdat deze deels in kernonderzeeërs zat), waardoor de verdediger met een tegenaanval de aanvaller op zijn beurt kon vernietigen, de zogenaamde second-strike capability. Daarmee was een afschrikkingsevenwicht (‘Balance of terror’) ontstaan. De keerzijde hiervan was echter dat op het moment dat iedere partij wel de capaciteiten had om een dergelijke zware kernoorlog te ontketenen, en dat het al dan niet escaleren van een conflict mede afhankelijk was van de wil van partijen het (niet) tot het uiterste te spelen. Bovendien kon een ongeluk of verkeerd begrepen uiting van een land al dodelijke gevolgen hebben.